# Élections législatives françaises de mai 1815
Les élections législatives françaises de mai 1815 ont eu lieu les 8 et 22 mai 1815 en France, durant la période des Cent-Jours. Elles ont désigné les députés de la Chambre des représentants instaurée par l'Acte additionnel du 22 avril 1815.

## Contexte
Après son retour de l'île d'Elbe et son entrée dans Paris le 20 mars 1815, Napoléon Bonaparte remonte sur le trône. Conscient que la plupart des Français ne veulent plus du régime autoritaire instauré en l'an VIII et désireux de faire oublier définitivement les Bourbon, l'Empereur se résout à libéraliser le régime. Pour cela, il fait rédiger une nouvelle constitution par Benjamin Constant, l'Acte additionnel aux constitutions de l'Empire, qui reprend une bonne partie des éléments libéraux de la Charte de 1814.
Cet acte refonde le Parlement qui est divisé en deux chambres : la Chambre des Pairs, constitués de pairs héréditaires nommés par l'Empereur, et la Chambre des représentants qui est élue au suffrage censitaire.

## Mode de scrutin
Si le système électoral de l'Acte additionnel ne comporte pas de restriction financières quant à l'éligibilité, contrairement à la Charte royale, il reste très restrictif selon les modalités de la Constitution de l'an XII. Il y a toutefois quelques avancées. Ainsi l'âge d'éligibilité est abaissé à vingt-cinq ans. D'autre part les collèges électoraux sont plus nombreux, au nombre de 630, et vingt-neuf d'entre eux représentent la « propriété manufacturière et commerciale », ce qui est nouveau.

## Élections
L'Acte additionnel est ratifié par plébiscite le 1er juin 1815, mais avec une très large abstention. En effet cette nouvelle constitution ne satisfait pas grand monde. Si les royalistes y sont évidemment hostiles, les libéraux et les républicains la trouvent trop conservatrice. La bourgeoise libérale reproche notamment au texte de ne pas laisser assez d'initiative aux représentants en matière législative.
Afin d'élire la Chambre des représentants, les collèges électoraux sont convoqués pour le 8 mai 1815, alors que Napoléon aurait pu fort bien ajourner l'élection au regard de la situation internationale. Ainsi la constitution entre en vigueur avant même que le peuple se soit prononcé à son sujet. Dans ces conditions, l'abstention est très élevée : dans 67 départements sur 87, les collèges ne peuvent réunir la moitié des électeurs plus un comme la loi le prévoit. Seuls 7 600 des 19 900 électeurs appelés se déplacent. À Marseille, ville où la bourgeoisie est royaliste, treize électeurs choisissent quatre députés. 
Pour ne rien arranger le ministre de l'Intérieur Carnot reste inactif tandis que son collègue Fouché, à la Police, mène un habile double-jeu.

## Résultats
|                          |                          |        |       |        |     |
| Parti                    | Parti                    | Voix   | %     | Sièges | +/- |
|                          | Libéraux                 | 26 356 | 80,95 | 510    | Nv. |
|                          | Bonapartistes            | 4 230  | 12,70 | 80     | Nv. |
|                          | Républicains jacobins    | 1 952  | 6,35  | 40     | Nv. |
|                          |                          |        |       |        |     |
| Total                    | Total                    | 32 538 | 100   | 630    | 130 |
| Abstentions              | Abstentions              | 33 962 | 51,07 |        |     |
| Inscrits / participation | Inscrits / participation | 66 500 | 48,93 |        |     |

## Analyse
Les résultats sont très mauvais pour l'Empereur. Sur 630 députés, on ne compte qu'environ 80 bonapartistes parmi lesquels Boulay de la Meurthe, Regnaud de Saint-Jean d'Angély, Mouton-Duvernet, Sébastiani ou Lucien Bonaparte.
Ont été élus une quarantaine de républicains jacobins, pour la plupart d'anciens conventionnels comme Barère, Cambon ou Drouet. Ainsi 10 à 11 % des élus de 1815 ont siégé dans les assemblées révolutionnaires.
L'immense majorité de l'assemblée est aux mains de libéraux hétéroclites menés par d'anciens révolutionnaires modérés comme La Fayette, Lanjuinais, Dupont de l'Eure ou par de jeunes élus encore inconnus comme Manuel. 
Ce dernier est alors l'homme-lige de Fouché qui, en vue d'une prochaine crise de régime, a fait élire ses affidés tels que Jay et son propre secrétaire Fabry, ou encore les banquiers Jacques Laffitte et Hottinguer.
Quant aux royalistes, ils se sont très massivement abstenus et ne comptent par conséquent aucun élu. Ils se rattrapent toutefois en emportant les élections municipales.
Ainsi, cette assemblée, bien que désunie, ne désire absolument pas servir de simple « chambre d'enregistrement » comme pouvait l'espérer Napoléon. Hostiles aux Bourbon, ces députés craignent l'Empereur et se passeraient volontiers des deux dynasties, sans pour autant être clairement républicains.